# 範疇 (數學)
在范畴论中，范畴这一概念代表一些数学对象及这些对象间的一些关系，以及这些关系之间的关系。利用范畴可以公式化抽象结构并保留结构上的关系，如运算。范畴几乎可以出现于现代数学的任意分支，同时也统合了这些分支的底层理念。对范畴本身的研究就称作范畴论。

## 定義

### 范畴
一个范畴 {\displaystyle {\mathcal {C}}} 意指资料 {\displaystyle (\mathrm {Ob\ } {\mathcal {C}},\mathrm {Mor\ } {\mathcal {C}};\circ )}，其中：
- 一個由对象（Object）所構成的類 {\displaystyle \mathrm {Ob\ } {\mathcal {C}}}；
- 物件間的态射（Morphism）所構成的類 {\displaystyle \mathrm {Mor\ } {\mathcal {C}}}。每一個態射 {\displaystyle f\in {\mathrm {Mor\ } }{\mathcal {C}}} 均蕴含确定的「始对象（Domain）」{\displaystyle A} 和「终对象（Codomain）」{\displaystyle B}，且 {\displaystyle A,B\in \mathrm {Ob\ } {\mathcal {C}}}。此时记 {\displaystyle f\colon A\to B}，称 {\displaystyle f} 为从 {\displaystyle A} 到 {\displaystyle B} 的一个态射[注释 1]。所有由 {\displaystyle A} 至 {\displaystyle B} 的态射构成类，记作 {\displaystyle \mathrm {Hom} _{\mathcal {C}}\ (A,B)}，不致混淆时，也记作 {\displaystyle \mathrm {Hom} \ (A,B)}；
- 对任意态射对 {\displaystyle (A,B)} 有态射复合 {\displaystyle \circ } 如下：

{\displaystyle {\begin{aligned}\circ (-,-)\colon \ &\mathrm {Hom} \ (A,B)\times \mathrm {Hom} \ (B,C)&\to &\quad \mathrm {Hom} \ (A,C),\\&(f,g)&\mapsto &\quad g\circ f,\end{aligned}}}
其中，{\displaystyle g\circ f} 在不致混淆时也记作 {\displaystyle gf}。
此態射複合滿足下列公理：
- （結合律）对态射 {\displaystyle f\colon A\to B}，{\displaystyle g\colon B\to C} 和 {\displaystyle h\colon C\to D}，有 {\displaystyle h(gf)=(hg)f}；
- （幺元）对任意对象 {\displaystyle X}，存在一态射 {\displaystyle 1_{X}\in \mathrm {Hom} \ (X,X)}，使得对任意态射 {\displaystyle f\in \mathrm {Hom} \ (A,B)}，均满足 {\displaystyle 1_{B}f=f=f1_{A}}。态射 {\displaystyle 1_{X}} 称作「{\displaystyle X} 的单位态射」。

根据上述公理可以证明，对每个特定对象而言，单位态射具唯一性。在这样的等价关系上，部分作者视对象与其单位态射为同一概念。

图 1： 和 间的映射

显然，{\displaystyle \mathrm {Mor\ } {\mathcal {C}}} 和 {\displaystyle \mathrm {Ob\ } {\mathcal {C}}} 间自然地存在三个映射：{\displaystyle \mathrm {Id} \colon \ X\mapsto 1_{X}}，{\displaystyle \mathrm {Dom} \colon \ f\mapsto A}，{\displaystyle \mathrm {Cod} \colon \ f\mapsto B}，如图 1 所示。

### 小范畴和局部小范畴
一个范畴 {\displaystyle {\mathcal {C}}} 称作小范畴（Small Category），当且仅当其态射类 {\displaystyle \mathrm {Mor\ } {\mathcal {C}}} 比真类小，即仅有集合那么大。
一个范畴 {\displaystyle {\mathcal {C}}} 称作局部小范畴（Locally Small Category），当且仅当对任意对象对 {\displaystyle (A,B)\in (\mathrm {Ob} \ {\mathcal {C}})^{2}}，其对应的的态射类 {\displaystyle \mathrm {Hom} _{\mathcal {C}}\ (A,B)} 均为非真类的集合。
数学研究中，许多重要的范畴（例如集合的范畴），通常即使非小，也是局部小的。

## 范畴举例
每一範疇都可由其物件、態射和態射複合來表示。
- 所有集合的范畴 {\displaystyle {\mathsf {Set}}}，其態射為集合間的函數，而態射複合則為一般的函數複合。[注释 2]
  - 所有預序關係的范畴 {\displaystyle {\mathsf {Ord}}}，其態射為單調函數。
  - 所有原群的范畴 {\displaystyle {\mathsf {Mag}}}，其態射為原群間的同態。
  - 所有群的范畴 {\displaystyle {\mathsf {Group}}}，其態射為群同態。
  - 所有阿貝爾群的範疇 {\displaystyle {\mathsf {Ab}}}，其態射為群同態。
  - 所有環的范畴 {\displaystyle {\mathsf {Ring}}}，其態射為環同態。[注释 3]
  - 所有於體 {\displaystyle \mathbb {k} }（維持固定）上的向量空間的范畴 {\displaystyle {\mathsf {Vect}}_{\mathbb {k} }}，其態射為線性映射。
  - 所有拓樸空間的范畴 {\displaystyle {\mathsf {Top}}}，其態射為連續函數。
  - 所有度量空間的范畴 {\displaystyle {\mathsf {Met}}}，其態射為度量映射。
  - 所有一致空間的范畴 {\displaystyle {\mathsf {Uni}}}，其態射為一致連續函數。
  - 所有光滑流形的范畴 {\displaystyle {\mathsf {Man}}^{p}}，其態射為 {\displaystyle p} 次連續可微映射。
- 所有小範疇的范畴 {\displaystyle {\mathsf {Cat}}}，其態射為函子。
- 所有局部小范畴的范畴 {\displaystyle {\mathsf {CAT}}}。[注释 4]
- 所有集合的关系范畴 {\displaystyle {\mathsf {Rel}}}，其態射為關係。
- 任一預序集 {\displaystyle (P,\preceq )} 均蕴含一個小範疇，其对象為 {\displaystyle P} 的元，态射为有序对 {\displaystyle (p,q)} 使得 {\displaystyle p\preceq q}。[注释 5]
- 任一幺半群 {\displaystyle M} 均蕴含一个携唯一一个对象 {\displaystyle x} 的小范畴 {\displaystyle {\mathsf {B}}M}。{\displaystyle {\mathsf {B}}M} 以 {\displaystyle M} 中的元作为态射，每个态射各自表示 {\displaystyle x} 上一个不同的自同态，而态射复合由 {\displaystyle M} 的乘法给出。{\displaystyle M} 的幺元 {\displaystyle e\in M} 也作为 {\displaystyle {\mathsf {B}}M} 这唯一一个对象的单位态射存在。可以将范畴这一概念视作幺半群之延伸概念。
- 任意有向图蕴含一个自然的小范畴，以图的顶点为对象，有向路径为态射，路径串联为态射复合。这被称作由有向图产生的「自由范畴」。
- 若I是一個集合，「在I上的具體範疇」會是個小範疇，其物件為I的元素，而態射則只有單位態射。當然，其態射複合的公理是必然滿足的。

## 态射类型
一个态射 {\displaystyle f\colon \ a\to b} 被称为：
- 同构（Isomorphism），当且仅当存在态射 {\displaystyle g\colon \ b\to c}，满足 {\displaystyle gf=1_{a},\,fg=1_{b}}，换言之，存在逆；
- 自态射（Endomorphism），当且仅当 {\displaystyle b=a}，即 {\displaystyle f} 是从 {\displaystyle a} 到 {\displaystyle a} 自身的态射；
- 自同构（Automorphism），当且仅当 {\displaystyle f} 同时为同构与自态射；
- 单态射（Monomorphism），当且仅当对任意态射 {\displaystyle h,k\in \mathrm {Hom} \ (x,\,a)}，{\displaystyle fh=fk} 均蕴含 {\displaystyle h=k}；
- 满态射（Epimorphism），当且仅当对任意态射 {\displaystyle h,k\in \mathrm {Hom} \ (b,\,x)}，{\displaystyle hf=kf} 均蕴含 {\displaystyle h=k}；
- {\displaystyle g\colon \ b\to a} 的截面（Section），当且仅当 {\displaystyle gf=1_{a}}，也称作 {\displaystyle g} 的右逆（Right Reverse）或分裂单态射（Split Monomorphism）；
- {\displaystyle g\colon \ b\to a} 的收缩（Retraction），当且仅当 {\displaystyle fg=1_{b}}，也称作 {\displaystyle g} 的左逆（Left Reverse）或分裂满态射（Split Epimorphism）；

也记 {\displaystyle a} 上的所有自态射构成类 {\displaystyle \mathrm {End} \ a}，所有自同构构成类 {\displaystyle \mathrm {Aut} \ a}。
下述三个命题是等价的：
1. {\displaystyle f} 是单态射且是收缩。
2. {\displaystyle f} 是满态射且是截面。
3. {\displaystyle f} 是同构。

态射之间的关系（例如 {\displaystyle fg=h}）可以非常方便地表示为交换图表，其中物件表示为点，态射表示为箭头。

## 特别的范畴

### 子范畴
给定一个范畴 {\displaystyle {\mathcal {C}}}，称范畴 {\displaystyle {\mathcal {D}}} 为 {\displaystyle {\mathcal {C}}} 之子范畴（Subcategory），当且仅当：
- {\displaystyle \mathrm {Ob} \ {\mathcal {D}}\subseteq \mathrm {Ob} \ {\mathcal {C}}}，
- {\displaystyle \mathrm {Mor} \ {\mathcal {D}}\subseteq \mathrm {Mor} \ {\mathcal {C}}}，
- 同时，态射复合仍然保持。

### 群胚
称 {\displaystyle {\mathcal {C}}} 为一群胚（Groupoid），当且仅当其中所有态射为同构。
- 群可被定义作具唯一一个对象的群胚；

任意范畴 {\displaystyle {\mathcal {C}}} 均内含一个最大群胚（Maximal Groupoid），为包含全部 {\displaystyle {\mathcal {C}}} 的对象，而包含且仅包含全部自态射作为态射的子范畴。

### 对偶范畴
令 {\displaystyle {\mathcal {C}}} 为一范畴，规定其对偶范畴 {\displaystyle {\mathcal {C}}^{\mathrm {op} }} 如下：
- 以 {\displaystyle \mathrm {Ob} \ {\mathcal {C}}} 为 {\displaystyle \mathrm {Ob} \ {\mathcal {C}}^{\mathrm {op} }}；
- 由如下从 {\displaystyle \mathrm {Mor} \ {\mathcal {C}}} 到 {\displaystyle \mathrm {Mor} \ {\mathcal {C}}^{\mathrm {op} }} 的一一对应函子完全生成后者：

{\displaystyle {\begin{aligned}\mathrm {Mor} \ {\mathcal {C}}\qquad &\to &\mathrm {Mor} \ {\mathcal {C}}^{\mathrm {op} }\\f\colon \ X\to Y\quad &\mapsto &f^{\mathrm {op} }\colon \ Y\to X\end{aligned}}}
其中满足：{\displaystyle \forall f,g\in \mathrm {Mor} \ {\mathcal {C}},(f\circ _{\mathcal {C}}g)^{\mathrm {op} }:=g^{\mathrm {op} }\circ _{{\mathcal {C}}^{\mathrm {op} }}f^{\mathrm {op} }}。
利用对偶范畴可证明如下的对偶定理：
定理：下列三条定理等价：
1. {\displaystyle f\colon \ x\to y} 为范畴 {\displaystyle {\mathcal {C}}} 中的一个同构（双态射）；
2. 对所有对象 {\displaystyle c\in \mathrm {Ob} \ {\mathcal {C}}}，{\displaystyle f} 上的后复合定义了双射 {\displaystyle f_{*}\colon \ \mathrm {Hom} (c,x)\to \mathrm {Hom} (c,y)}；
3. 对所有对象 {\displaystyle c\in \mathrm {Ob} \ {\mathcal {C}}}，{\displaystyle f} 上的前复合定义了双射 {\displaystyle f^{*}\colon \ \mathrm {Hom} (y,c)\to \mathrm {Hom} (x,c)}；

### 积范畴

图 2：逗号范畴之态射

对任意范畴 {\displaystyle {\mathcal {C}}} 和 {\displaystyle {\mathcal {D}}}，定义其积范畴 {\displaystyle {\mathcal {C}}\times {\mathcal {D}}} 如下：
- 以形如 {\displaystyle (c,\,d)} 的有序对为对象，其中 {\displaystyle c\in \mathrm {Ob} \ {\mathcal {C}},\,d\in \mathrm {Ob} \ {\mathcal {D}}}，
- 以形如 {\displaystyle (f,\,g)\colon \ (c,\,d)\to (c',\,d')} 的有序对为态射，同时
- 结合律与单位态射也如此被逐分量定义。

### 逗号范畴
给定函子 {\displaystyle F\colon \ {\mathcal {D}}\to {\mathcal {C}},\,G\colon \ {\mathcal {E}}\to {\mathcal {C}}}，定义其逗号范畴 {\displaystyle F\downarrow G} 如下：
- 以有序三元组 {\displaystyle (d,\,e,\,f\colon \ Fd\to Ge)\in \mathrm {Ob} \ {\mathcal {D}}\times \mathrm {Ob} \ {\mathcal {E}}\times \mathrm {Mor} \ {\mathcal {C}}} 为对象，

- 以有序对 {\displaystyle (h\colon \ d\to d',\,k\colon \ e\to e')\in \mathrm {Mor} \ {\mathcal {D}}\times \mathrm {Mor} \ {\mathcal {E}}} 为态射，使得对于每个 {\displaystyle (h,\,k)\colon \ (d,\,e,\,f)\to (d',\,e',\,f')}，图 2 在 {\displaystyle {\mathcal {C}}} 中交换， 即：使得 {\displaystyle f'\circ Fh=Gk\circ f}。

## 範疇類型
- 在许多范畴中，例如阿贝尔群范畴或向量空间范畴，态射集合 {\displaystyle \mathrm {Hom} (a,\,b)} 不仅是集合，而且还是阿贝尔群，并且态射的复合与这些阿贝尔群之间的群结构兼容，即复合映射是双线性的。这种范畴称为预可加范畴。如果在此基础上这个范畴还带有所有有限积和上积，那么我们称之为可加范畴。如果更进一步地，所有态射都有核和上核，并且每个满态射都是上核而每个单态射都是核，那么我们称之为阿贝尔范畴。阿贝尔范畴的典型例子是阿贝尔群的范畴。
- 范畴是完备的当其拥有所有极限。集合、阿贝尔群、拓扑空间的范畴都是完备的。
- 范畴是笛卡尔闭的当其拥有所有有限直积、且有限积上的态射总是可由任一因子上的态射确定。笛卡尔闭范畴包括 Set 和 CPO，即完全偏序和斯科特连续函数组成的范畴。
- 拓扑斯是一种特定的笛卡尔闭范畴；所有数学内容都可以用拓扑斯的语言形式化（正如所有经典数学都可以用集合范畴的语言形式化一般）。拓扑斯也可用于表示逻辑理论。

## 外部連結
- Homepage of the Categories mailing list, with extensive list of resources
- Category Theory section of Alexandre Stefanov's list of free online mathematics resources